# Anomala umbra
Anomala umbra är en skalbaggsart som beskrevs av Thomas Casey 1915. Anomala umbra ingår i släktet Anomala och familjen Rutelidae. Inga underarter finns listade i Catalogue of Life.